# 耿恩-彼得森槽
耿恩-彼得森槽（英語：Gunn-Peterson trough）是類星體的光譜在天體光譜中的一個特徵，它是由星系際物質 (IGM)的中性氫造成的。槽的特徵是受到來自類星體波長小於萊曼α的電磁發射在紅移壓抑的發射線。詹姆斯·冈恩和布魯斯·彼德森在1965年就預測了這種效應。

## 第一次的發現
在預測之後的30年，還沒有發現遠到足以展現耿恩-彼得森槽的天體。直到2001年，羅伯特·貝克爾使用史隆數位巡天的資料發現一個紅移值{\displaystyle (z)=6.28}I的類星體，才終於發現耿恩-彼得森槽。這篇論文還包括紅移為{\displaystyle z=5.82}和{\displaystyle z=5.99}的類星體，和轉換到藍色一側的萊曼α線，以及許多通量中明顯的峰值。然而，紅移量為{\displaystyle z=6.28}的類星體，在超越萊曼α線限制的通量為0，也就是說中性氫在IGM的分數必須已經大於10−3。

## 再電離的證據
在紅移{\displaystyle z=6.28}的類星體發現了槽，和在紅移低於{\displaystyle z=6}的類星體中檢測不到槽的存在，對宇宙中的氫曾經從中性氫轉換成電離氫提出了強且有力的證據。在復合後，宇宙成為中性的，直到在宇宙中的第一個天體發出光和能量，將周圍的IGM 再電離。然而，光子對中性氫的散射截面積在接近萊曼α限制的能量是很高的，甚至有一小部份的中性氫會因為IGM的光深度太高而造成發射線的觀測受到抑制。儘管中性氫和電離氫的比例並不是特別的高，通過觀測到低流量的萊曼α限制，顯示宇宙是在再電離的最後階段。
從WMAP太空船在2003年第一次釋放出來的資料，貝克測量再電離結束在{\displaystyle z} ≈ {\displaystyle 6}，似乎與WMAP測量到的電子密度估計值有所衝突。然而，WMAP在2006年發布的第三批資料，與再電離的極限和耿恩-彼得森槽之間的關連似乎有了更好的協調。